# Liste der Biografien/Staa
Liste der Biografien |
Portal Biografien |
Personensuche
# |
A |
B |
C |
D |
E |
F |
G |
H |
I |
J |
K |
L |
M |
N |
O |
P |
Q |
R |
S |
T |
U |
V |
W |
X |
Y |
Z |
?
 
Sa |
Sb |
Sc |
Sd |
Se |
Sf |
Sg |
Sh |
Si |
Sj |
Sk |
Sl |
Sm |
Sn |
So |
Sp |
Sq |
Sr |
Ss |
St |
Su |
Sv |
Sw |
Sy |
Sz
 
Sta |
Ste |
Sth |
Sti |
Stj |
Stl |
Sto |
Str |
Sts |
Stt |
Stu |
Stv |
Stw |
Sty
 
Staa |
Stab |
Stac |
Stad |
Stae |
Staf |
Stag |
Stah |
Stai |
Staj |
Stak |
Stal |
Stam |
Stan |
Stap |
Star |
Stas |
Stat |
Stau |
Stav |
Staw |
Stax |
Stay |
Staz
Die Liste der Biografien führt alle Personen auf, die in der deutschsprachigen Wikipedia einen Artikel haben. Dieses ist eine Teilliste mit 73 Einträgen von Personen, deren Namen mit den Buchstaben „Staa“ beginnt.

## Staa
- Staa, Herwig van (* 1942), österreichischer Politiker, Landeshauptmann von TirolHerwig van Staa (* 1942)

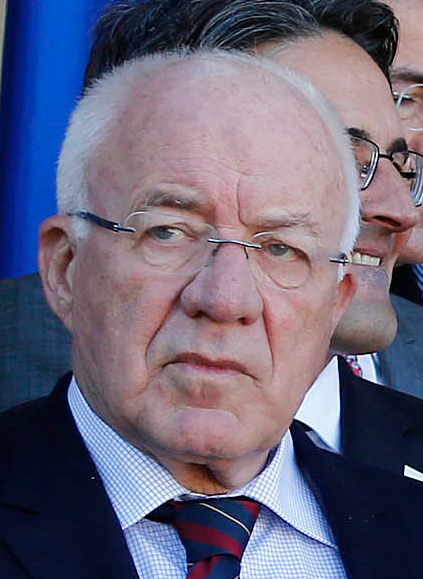
Herwig van Staa (* 1942)

- Staa, Jan van (* 1955), niederländischer Fußballspieler und -trainer
- Staa, Wolf Meinhard von (1893–1969), deutscher Ministerialbeamter und Verleger

### Staab
- Staab, Christiane (* 1968), deutsche Juristin und Politikerin (CDU), MdL
- Staab, Franz (1942–2004), deutscher Historiker
- Staab, Gerhard (1893–1951), deutscher Filmtheater-Manager und Herstellungsgruppenleiter beim reichsdeutschen Film
- Staab, Heinz (1926–2012), deutscher Chemiker, Präsident der Max-Planck-Gesellschaft (1984–1990)
- Staab, Josef (1919–2009), deutscher Diplom-Landwirt, Domänenrat, Historiker und Publizist
- Staab, Karl (1875–1954), römisch-katholischer Geistlicher
- Staab, Karl (1892–1974), römisch-katholischer Geistlicher, deutscher Bibelwissenschaftler
- Staab, Katharina (* 1990), deutsche Weinkönigin 2017/2018
- Staab, Lina (1901–1987), deutsche Dichterin
- Staab, Martin (* 1964), deutscher parteiloser Kommunalpolitiker
- Staab, Mike (1960–2009), deutscher DJ und Produzent
- Staab, Monika (* 1959), deutsche Fußballtrainerin, -funktionärin und -spielerin
- Staab, Philipp (* 1983), deutscher Soziologe und Hochschullehrer
- Staab, Sam (* 1997), US-amerikanische Fußballspielerin
- Staab, Sebastian (* 1985), deutscher Poolbillardspieler
- Staab, Steffen (* 1970), deutscher Informatiker und Hochschullehrer
- Staab, Volker (* 1957), deutscher ArchitektVolker Staab (* 1957)

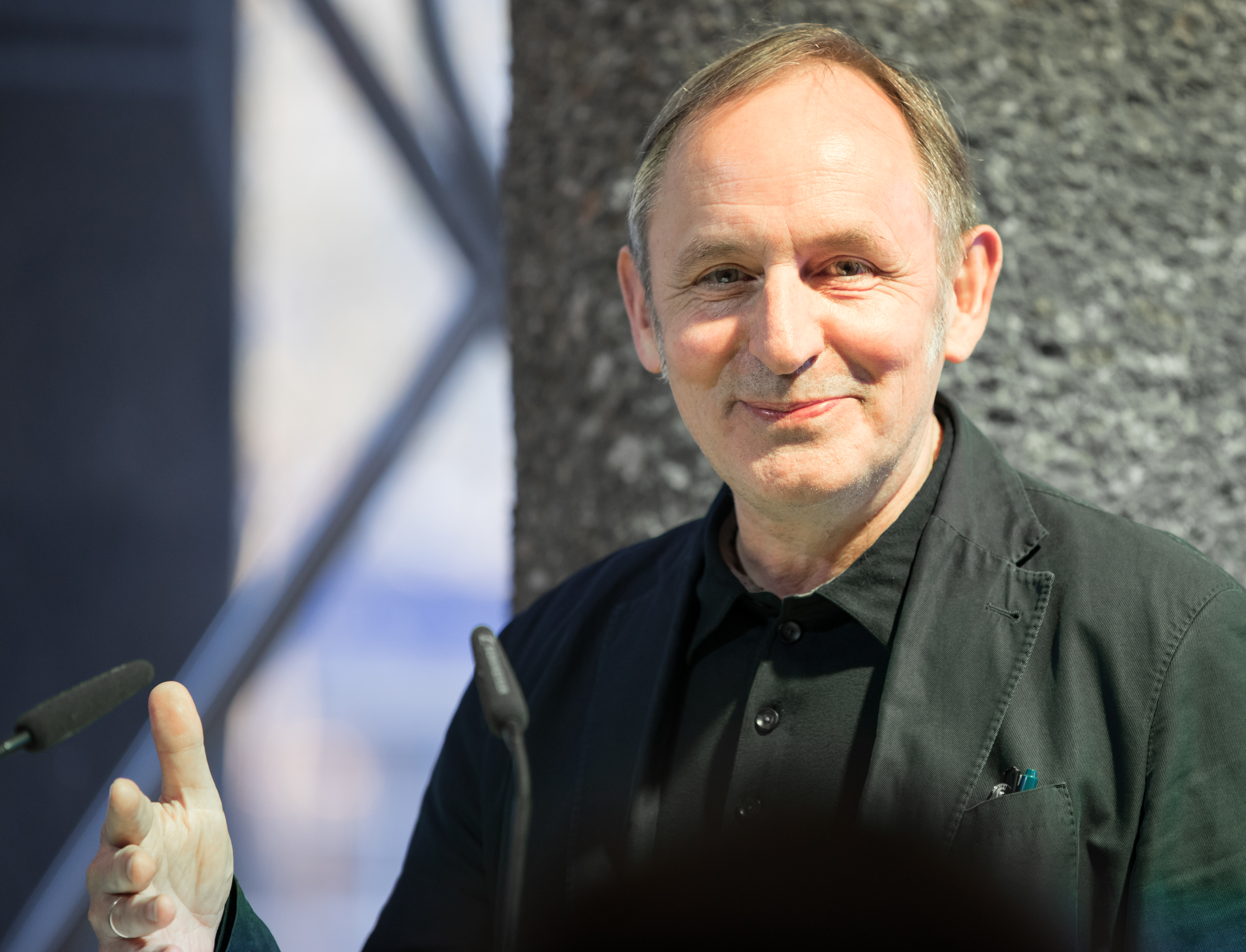
Volker Staab (* 1957)

- Staab, Wilhelm (1863–1933), deutscher Politiker (SPD, USPD), MdR
- Staabs, Hermann von (1859–1940), preußischer General der Infanterie im Ersten Weltkrieg

### Staac
- Staack, Hagen (1913–1991), evangelischer Kirchenhistoriker
- Staack, Juergen (* 1978), deutscher Minimal-Art- und Konzept-Künstler
- Staack, Kay (1922–2007), deutscher Arzt und Generalarzt der Luftwaffe
- Staack, Michael (* 1959), deutscher Politikwissenschaftler
- Staack, Ursula (* 1943), deutsche Schauspielerin, Sängerin, Diseuse und Kabarettistin
- Staacken, Dieter (* 1935), deutscher Maler und Schriftsteller
- Staackmann, Ludwig (1830–1896), deutscher Buchhändler und Verleger

### Staad
- Staader von Adelsheim, Joseph (1738–1808), österreichischer Offizier (Feldzeugmeister)
- Staadt, Jakob (1764–1818), preußischer Landrat
- Staadt, Jochen (* 1950), deutscher Politikwissenschaftler

### Staaf
- Staaf, Carmen (* 1981), US-amerikanische Jazzpianistin und Akkordeonistin
- Staaf, Karl Gustaf (1881–1953), schwedischer Leichtathlet und Tauzieher
- Staaff, Erik (1867–1936), schwedischer Romanist und Hispanist
- Staaff, Karl (1860–1915), schwedischer Politiker (Liberala samlingspartiet), Mitglied des Riksdag, Ministerpräsident

### Staai
- Staaij, Kees van der (* 1968), niederländischer Politiker (SGP)

### Staak
- Staak, Clint Christian (* 1969), deutscher Schauspieler
- Staak, Pieter van der (1930–2007), niederländischer Gitarrist, Komponist und Musikpädagoge
- Staak, Werner (1933–2006), deutscher Politiker (SPD), MdHB, MdB, Hamburger Senator
- Staake, Marco (* 1978), deutscher Rechtswissenschaftler
- Staake, Werner (1910–1995), deutscher Widerstandskämpfer gegen den Nationalsozialismus

### Staal
- Staal, Carl Friedrich von († 1789), estländischer Gutsbesitzer und russischer Offizier
- Staal, Ede (1941–1986), niederländischer Englischlehrer und Mundartdichter und -sänger
- Staal, Eric (* 1984), kanadischer EishockeyspielerEric Staal (* 1984)

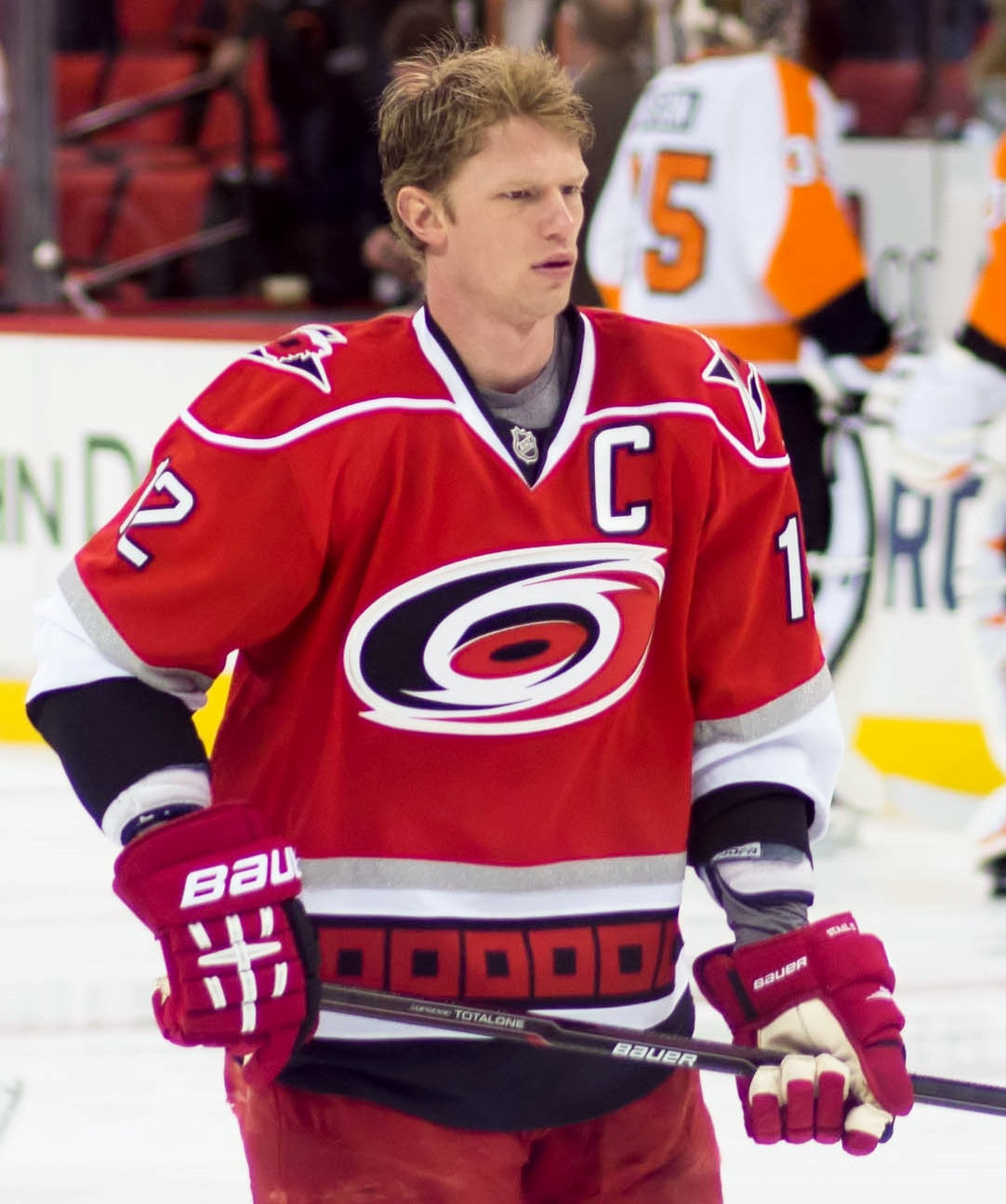
Eric Staal (* 1984)

- Staal, Frits (1930–2012), niederländischer Philosoph und Sprachwissenschaftler
- Staal, Georg von (1777–1862), russischer Generalmajor
- Staal, Gerard Johan (1870–1936), niederländischer Beamter und Gouverneur von Niederländisch-Guayana (Suriname)
- Staal, Herta (1930–2021), österreichische Schauspielerin
- Staal, Jan Frederik (1879–1940), niederländischer Architekt
- Staal, Jared (* 1990), kanadischer Eishockeyspieler und -trainer
- Staal, Jordan (* 1988), kanadischer Eishockeyspieler
- Staal, Karl Gustav von (1778–1853), russischer General
- Staal, Kim (* 1978), dänischer Eishockeyspieler
- Staal, Malene (* 1991), norwegische Handballspielerin
- Staal, Marc (* 1987), kanadischer Eishockeyspieler
- Staal, Maria Scholastika von (1608–1659), Schweizer Äbtissin
- Staal, Viktor (1909–1982), österreichischer SchauspielerViktor Staal (1909–1982)

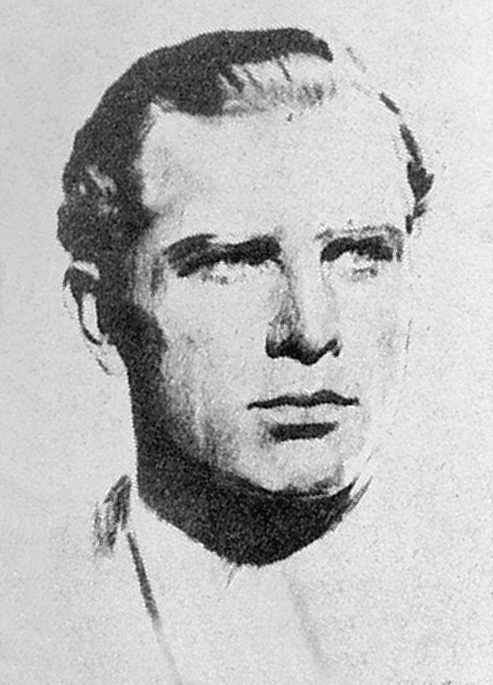
Viktor Staal (1909–1982)

- Staal-Kropholler, Margaret (1891–1966), niederländische Architektin
- Staalesen, Gunnar (* 1947), norwegischer Schriftsteller
- Staalesen, Siri Gåsemyr (* 1973), norwegische Politikerin

### Staar
- Staar, Max (* 1998), deutscher Handballspieler
- Staar, René (* 1951), österreichischer Komponist, Dirigent und Geiger
- Staartjes, Aart (1938–2020), niederländischer Schauspieler, Regisseur, Fernsehmoderator und Dokumentarfilmer

### Staas
- Staas, August (1859–1934), preußischer Bürgermeister

### Staat
- Staat, Diana (* 1982), deutsche Fußballspielerin
- Staat, Sascha (* 1980), deutscher Autor und Sportjournalist
- Staats, Alfred (1891–1915), deutscher Turner
- Staats, August Friedrich (1913–2002), deutscher Elektronikingenieur für Steuerungs- und Messtechnik
- Staats, Gertrud (1859–1938), deutsche Malerin
- Staats, Hermann (* 1957), deutscher Psychoanalytiker, Gruppenanalytiker und Paar- und Familientherapeut und Hochschullehrer
- Staats, Reinhart (* 1937), deutscher evangelischer Theologe und Kirchenhistoriker
- Staatsmann, Peter, deutscher Theaterregisseur, Autor und Dramaturg